# Dendromus melanotis
Dendromus melanotis là một loài động vật có vú trong họ Nesomyidae, bộ Gặm nhấm. Loài này được Smith mô tả năm 1834.